# Pierre Fons
Pierre Fons, né à Toulouse (Haute-Garonne) le 16 juillet 1880 et mort le 23 avril 1917 à Cambo-Les-Bains (Pyrénées-Atlantiques), est un poète, romancier et essayiste français.

## Biographie
Né en juillet 1880, il est originaire d'une famille d'érudits de Muret. Il obtient une licence en droit à Toulouse.
Il collabore à de nombreuses revues du Midi. A 23 ans, il publie un volume d'élégies, L’Heure amoureuse et funéraire, préfacé par Emile Pouvillon, ouvrage distingué par l'Académie française.
Maître es Jeux à l’Académie des Jeux Floraux de Toulouse, il fait partie d'une école toulousaine sous l'égide de Marc Lafargue. Il est l'auteur de plusieurs recueils de poèmes mais également d'une série d'essais parus sous le titre Le réveil de Pallas.
Pierre Fons meurt pour la France lors de la Première Guerre mondiale, en avril 1917.
Une petite partie de sa bibliothèque est conservée à la BU Droit-Lettres de l'Université de Perpignan depuis 2018.
En 2022, le Musée de Muret lui consacre une exposition temporaire de quatre mois ("comprendre la place de Pierre Fons au sein du mouvement poétique toulousain du début du XXe siècle, époque marquée par l’Art Nouveau").

## Œuvres

### Essais
- Le réveil de Pallas, Paris, Bibliothèque internationale d'édition E. Sansot et Cie, 1906, 265 p. (lire en ligne).

- Le Décor du quattrocento, Paris, Bibliothèque internationale d'édition E. Sansot et Cie, 1907, 48 p..

- Sully Prud'homme : biographie... suivie d'opinions et d'une bibliographie, Paris, Bibliothèque internationale d'édition E. Sansot et Cie, 1907, 48 p..

### Poésies
- L'Heure amoureuse et funéraire, poème, Paris, Stock, 1904, 139 p..

- La Divinité quotidienne, poèmes, Paris, Bibliothèque internationale d'édition E. Sansot et Cie, 1908, 155 p..

### Roman
- L'Offrande au mystère, Paris, Bibliothèque internationale d'édition E. Sansot et Cie, 1911, 146 p..